# NASCAR Winston Cup de 1980
A Temporada da NASCAR Winston Cup de 1980 foi a 32º edição da Nascar, com 31 etapas disputadas o campeão foi Dale Earnhardt.

## Calendário
| N. | Data   | Corrida                 | Circuito                        | Campeão         | Segundo         | Terceiro        |
| 1  | 19-jan | Winston Western 500     | Riverside International Raceway | Darrell Waltrip | Dale Earnhardt  | Richard Petty   |
| 2  | 17-feb | Daytona 500             | Daytona International Speedway  | Buddy Baker     | Bobby Allison   | Neil Bonnett    |
| 3  | 24-feb | Richmond 400            | Richmond International Raceway  | Darrell Waltrip | Bobby Allison   | Richard Petty   |
| 4  | 9-mrt  | Carolina 500            | Rockingham Speedway             | Cale Yarborough | Richard Petty   | Dale Earnhardt  |
| 5  | 16-mrt | Coca-Cola 500           | Atlanta Motor Speedway          | Dale Earnhardt  | Rusty Wallace   | Bobby Allison   |
| 6  | 30-mrt | Valleydale 500          | Bristol Motor Speedway          | Dale Earnhardt  | Darrell Waltrip | Bobby Allison   |
| 7  | 13-apr | CRC Chemicals Rebel 500 | Darlington Raceway              | David Pearson   | Benny Parsons   | Harry Gant      |
| 8  | 20-apr | Northwestern Bank 400   | North Wilkesboro Speedway       | Richard Petty   | Harry Gant      | Bobby Allison   |
| 9  | 27-apr | Virginia 500            | Martinsville Speedway           | Darrell Waltrip | Benny Parsons   | Richard Petty   |
| 10 | 4-mei  | Winston 500             | Talladega Superspeedway         | Buddy Baker     | Dale Earnhardt  | David Pearson   |
| 11 | 10-mei | Music City USA 420      | Music City Motorplex            | Richard Petty   | Benny Parsons   | Cale Yarborough |
| 12 | 18-mei | Mason-Dixon 500         | Dover International Speedway    | Bobby Allison   | Richard Petty   | Buddy Baker     |
| 13 | 25-mei | World 600               | Charlotte Motor Speedway        | Benny Parsons   | Darrell Waltrip | Terry Labonte   |
| 14 | 1-jun  | NASCAR 400              | Texas World Speedway            | Cale Yarborough | Richard Petty   | Bobby Allison   |
| 15 | 8-jun  | Warner W. Hodgdon 400   | Riverside International Raceway | Darrell Waltrip | Neil Bonnett    | Benny Parsons   |
| 16 | 15-jun | Gabriel 400             | Michigan International Speedway | Benny Parsons   | Cale Yarborough | Buddy Baker     |
| 17 | 4-jul  | Firecracker 400         | Daytona International Speedway  | Bobby Allison   | David Pearson   | Dale Earnhardt  |
| 18 | 12-jul | Busch Nashville 420     | Music City Motorplex            | Dale Earnhardt  | Cale Yarborough | Benny Parsons   |
| 19 | 27-jul | Coca-Cola 500           | Pocono Raceway                  | Neil Bonnett    | Buddy Baker     | Cale Yarborough |
| 20 | 3-aug  | Talladega 500           | Talladega Superspeedway         | Neil Bonnett    | Cale Yarborough | Dale Earnhardt  |
| 21 | 17-aug | Champion Spark Plug 400 | Michigan International Speedway | Cale Yarborough | Neil Bonnett    | Donnie Allison  |
| 22 | 23-aug | Busch Volunteer 500     | Bristol Motor Speedway          | Cale Yarborough | Dale Earnhardt  | Darrell Waltrip |
| 23 | 1-sep  | Southern 500            | Darlington Raceway              | Terry Labonte   | David Pearson   | Harry Gant      |
| 24 | 7-sep  | Capital City 400        | Richmond International Raceway  | Bobby Allison   | Richard Petty   | Lennie Pond     |
| 25 | 14-sep | CRC Chemicals 500       | Dover International Speedway    | Darrell Waltrip | Harry Gant      | Buddy Baker     |
| 26 | 21-sep | Holly Farms 400         | North Wilkesboro Speedway       | Bobby Allison   | Darrell Waltrip | Dave Marcis     |
| 27 | 28-sep | Old Dominion 500        | Martinsville Speedway           | Dale Earnhardt  | Buddy Baker     | Cale Yarborough |
| 28 | 5-okt  | National 500            | Charlotte Motor Speedway        | Dale Earnhardt  | Cale Yarborough | Buddy Baker     |
| 29 | 19-okt | American 500            | Rockingham Speedway             | Cale Yarborough | Harry Gant      | Darrell Waltrip |
| 30 | 2-nov  | Atlanta Journal 500     | Atlanta Motor Speedway          | Cale Yarborough | Neil Bonnett    | Dale Earnhardt  |
| 31 | 15-nov | Los Angeles Times 500   | Ontario Motor Speedway          | Benny Parsons   | Neil Bonnett    | Cale Yarborough |

## Eindstand - Top 10
| 1  | Dale Earnhardt    | 4661 |
| 2  | Cale Yarborough   | 4642 |
| 3  | Benny Parsons     | 4278 |
| 4  | Richard Petty     | 4255 |
| 5  | Darrell Waltrip   | 4239 |
| 6  | Bobby Allison     | 4020 |
| 7  | Jody Ridley       | 3972 |
| 8  | Terry Labonte     | 3766 |
| 9  | Dave Marcis       | 3745 |
| 10 | Richard Childress | 3742 |